# Jardins Rieger
 (juin 2024).
Les Jardins Rieger ou Parc Rieger (en tchèque, Riegrovy sady), situés dans le quartier de Vinohrady à Prague, sont le plus grand espace vert de Vinohrady avec environ 11 hectares.
S'étendant à flanc de colline, le parc comprend des zones boisées, des prés et des vues panoramiques sur Prague. Il comporte des installations telles que des aires de jeux pour enfants, le stade sportif TJ Bohemians et le terrain de sport TJ Sokol Vinohrady. Il est appelé familièrement Riegráč, Riegrák, Riegráče ou Riegráky.

## Histoire

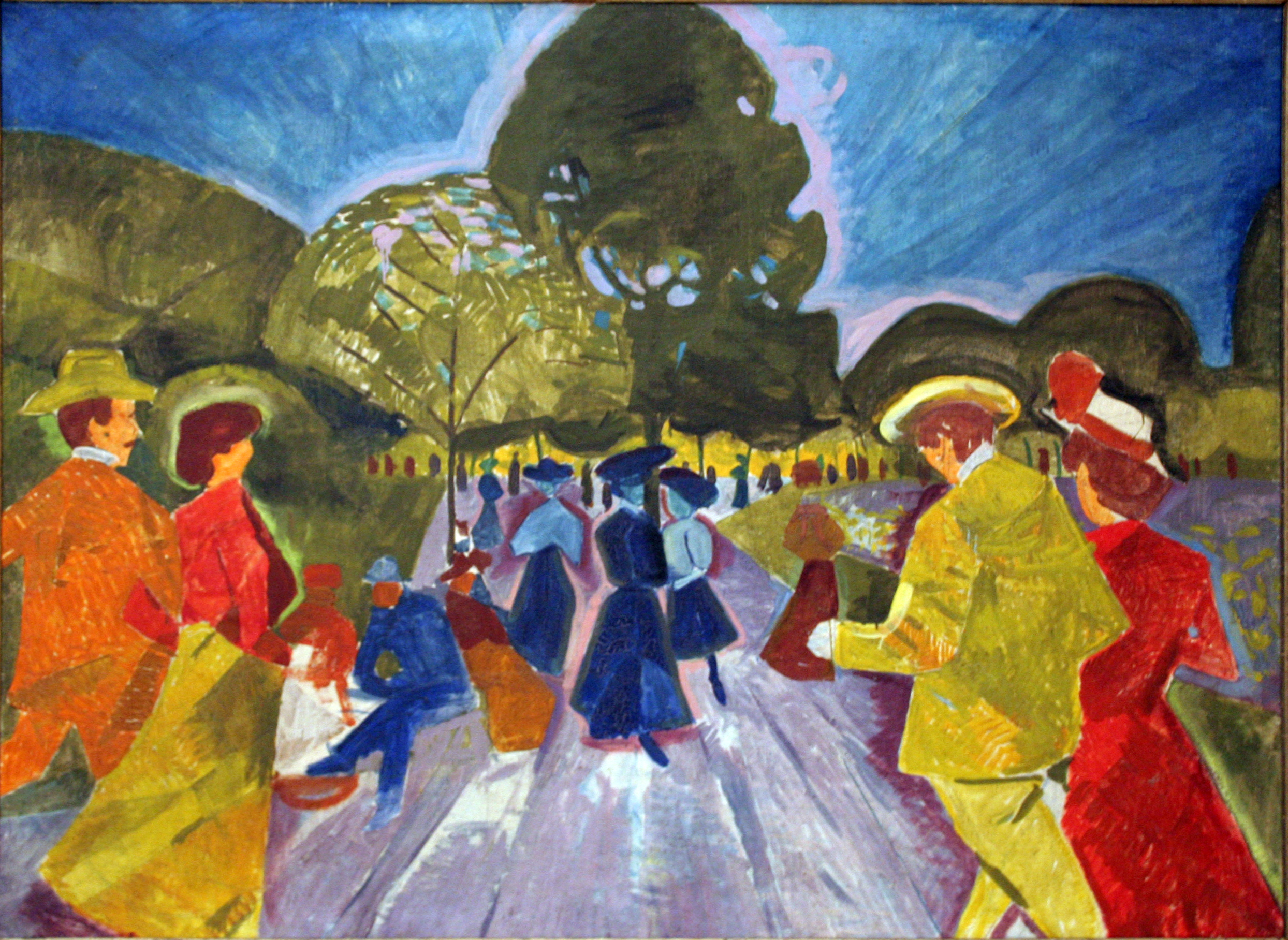
Bohumil Kubišta : Promenade à Riegrovy Sady

Les vergers de Rieger portent le nom de l'avocat et homme politique tchèque Frantisek Ladislav Rieger. Ils ont été créés en 1902 dans le cadre du plan urbain de Vinohrady en combinant plusieurs anciens jardins. Le parc a été fondé ici en 1904. De l'ancien jardin Kanálka, outre quelques arbres rares, le buste du monument à la comtesse Brigitta Canalová (1723-1810), épouse du fondateur du jardin Josef Emanuel Canal (1745-1826), a été conservé ; il a la forme d'un obélisque de grès à trois côtés, et il est également appelé l'Obélisque des Oiseaux.
En 1913, un monument en bronze dédié à František Ladislav Rieger est édifié par Josef Václav Myslbek. Le monument repose sur un socle en granit d'environ quatre mètres, la figure est plus grande que nature (près de 3 mètres de haut), debout les jambes croisées, les mains sur les hanches. Au pied gauche de Rieger se trouve une plaque avec le lion héraldique tchèque.
En 1938, le bâtiment constructiviste Sokolovna a été construit dans la partie sud des vergers sur le site du terrain d'entraînement avec le club-house en bois des Vinohrady Sokols. En occupant une grande partie du parc, il a bouleversé le concept de base du parc, le circuit continu de promenade vers le sud étant interrompu. Le gymnase de Sokol était utilisé, entre autres, pour la pratique des spartakiades de district. Une statue en bronze d'une gymnaste avec un cerceau a été érigée par le sculpteur Ladislav Kovařík. À l'occasion du 150e anniversaire de la fondation de Sokol Královská Vinohrady, un monument en acier a été créé par Karel et Petr Holubová.
Pendant la Seconde Guerre mondiale, le parc fut rebaptisé Smetanavy Sady (Jardin Smetana). La Sokolovna a été reprise par l'unité SS, qui a également commencé à abattre des arbres dans la partie sud-est des vergers afin de gagner des espaces supplémentaires. L’abattage des arbres n’a été arrêté qu’à la fin de la guerre.
Dans les années 1931-1933, le restaurant Šretra a été construit en style constructiviste. Jusque dans les années 1970, des concerts de cuivres y étaient organisés tous les dimanches. Dans les années 1990, le restaurant est transformé en biergarten. De plus, une tour d'observation surnommée la Laiterie était autrefois en activité ; rénovée, elle abrite actuellement un café. De là et du parc, on a une vue sur le château de Prague, Mala Strana et les voies de la gare centrale de Prague.

## Galerie

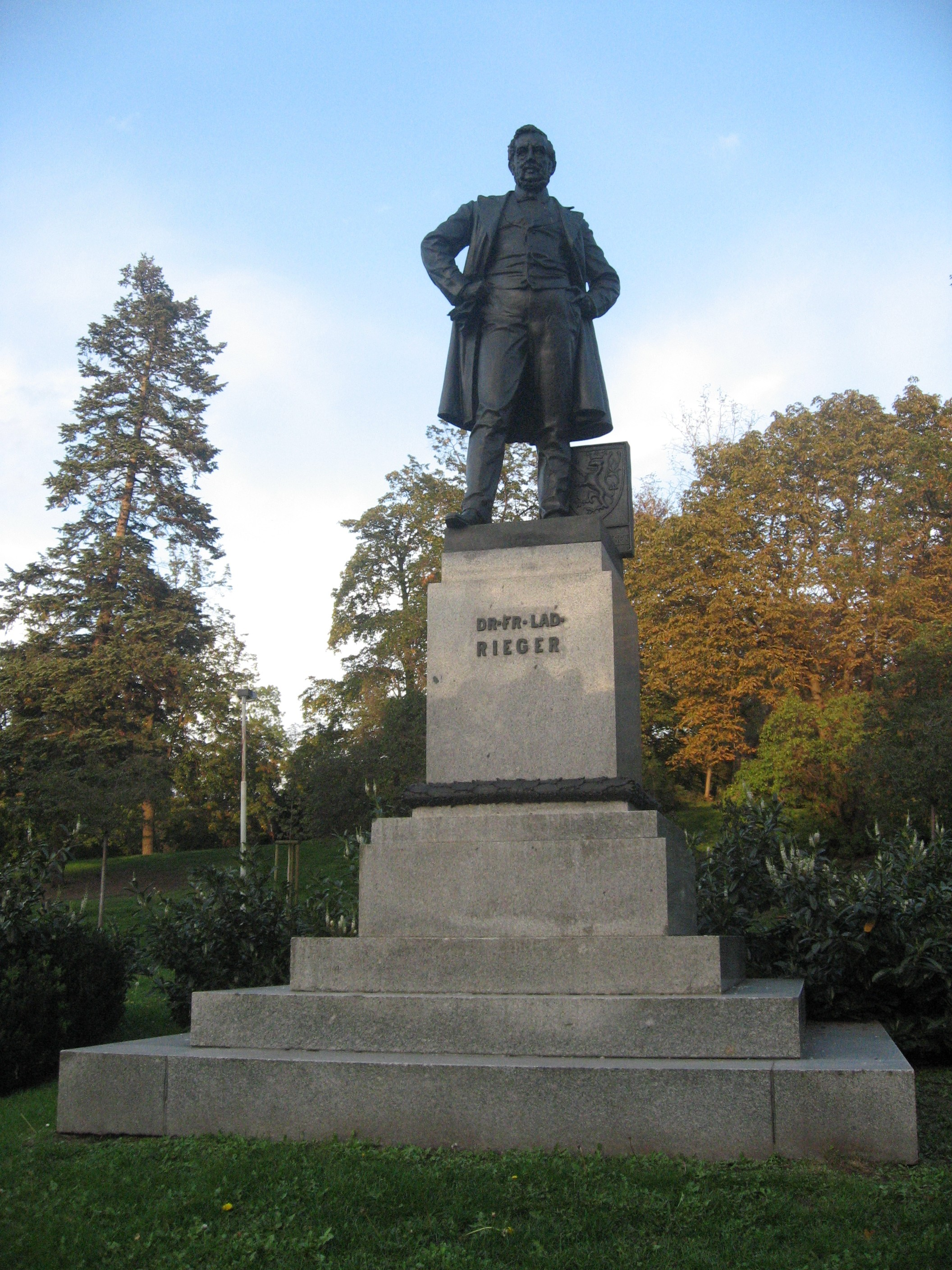
Statue de F. L. Rieger par J. V. Myslbek
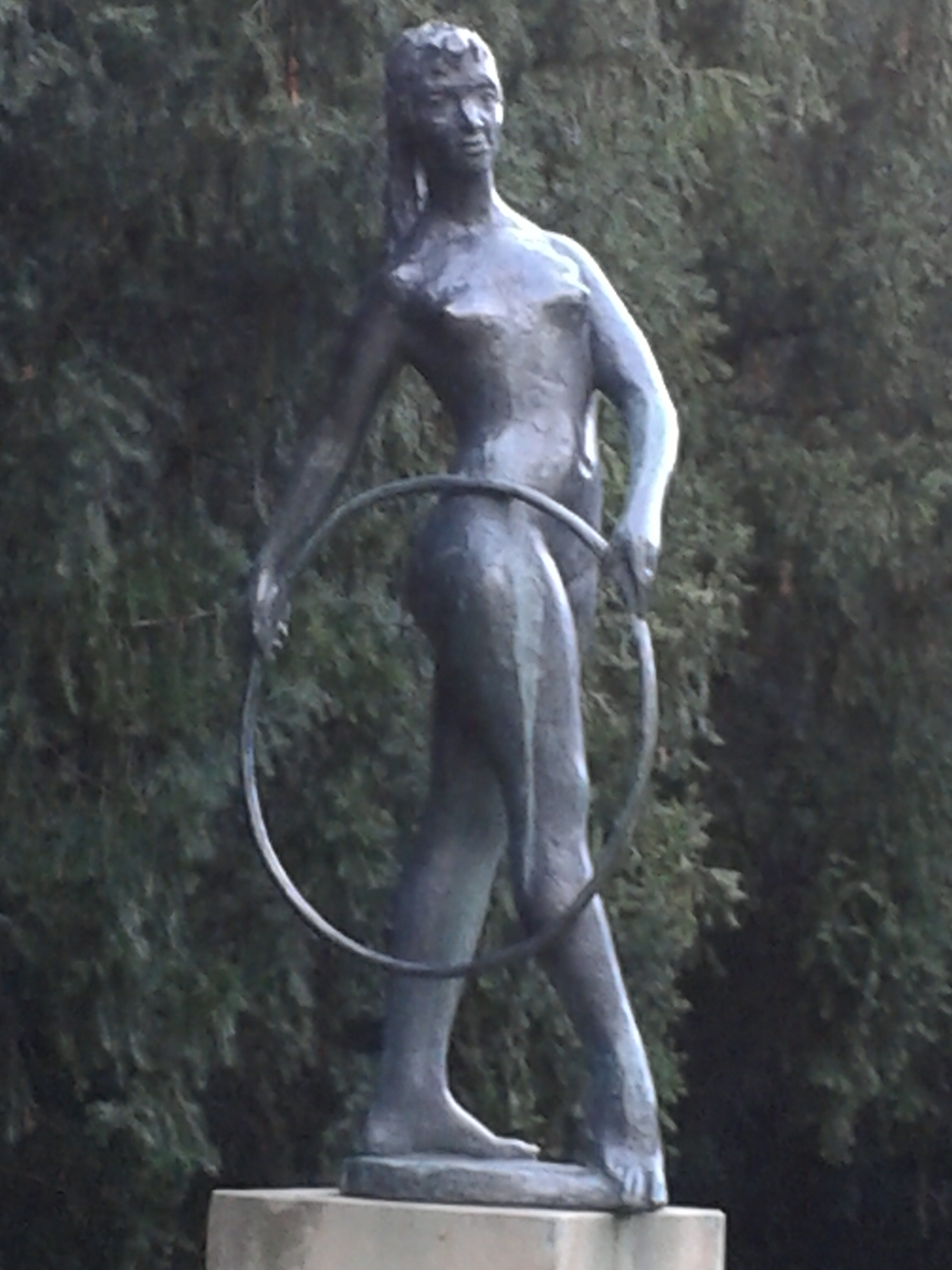
Bronze « Jeune fille au cerceau » de Ladislav Kovařík
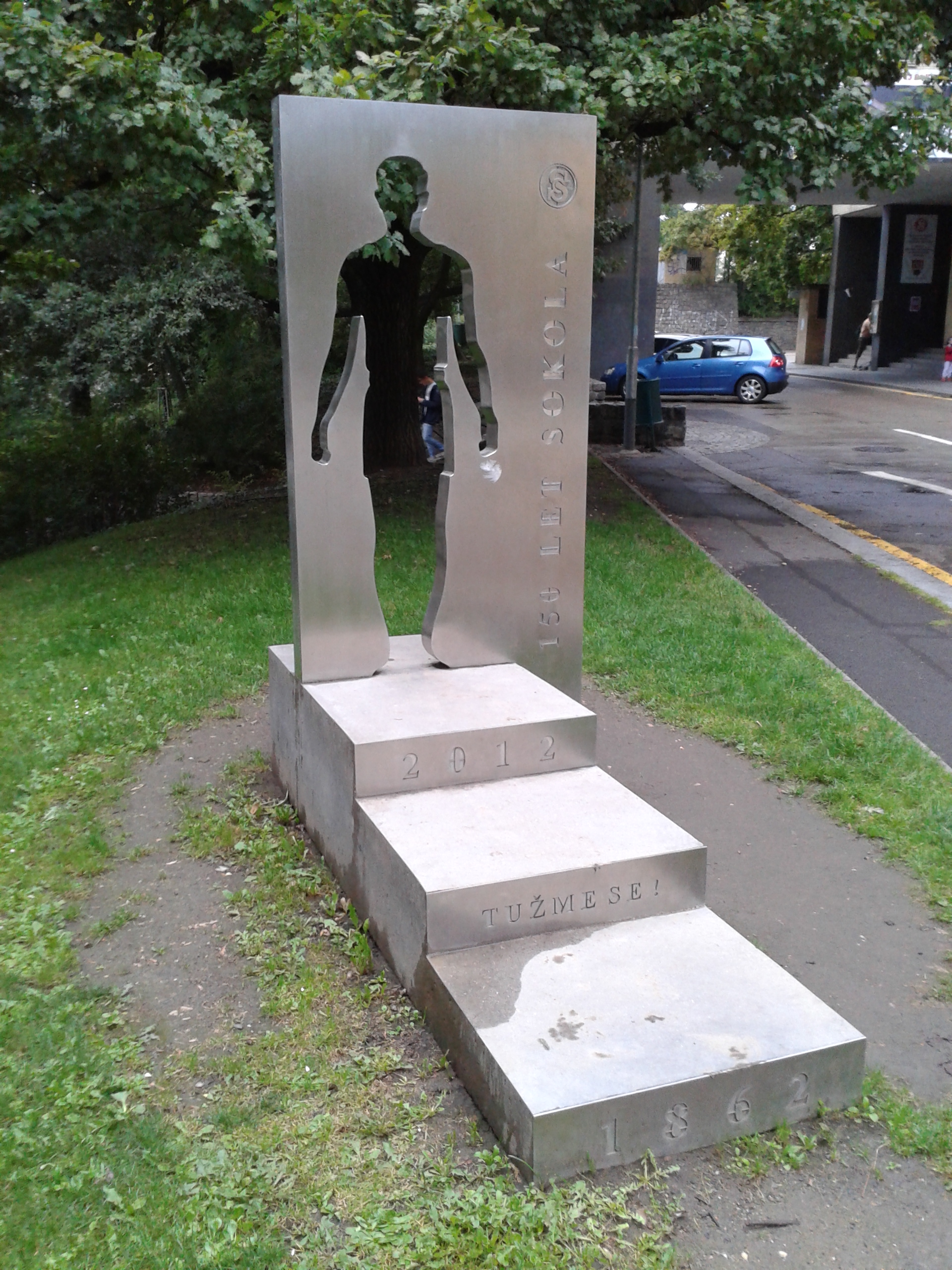
Monument au 150e anniversaire du Sokol Královské Vinohrady
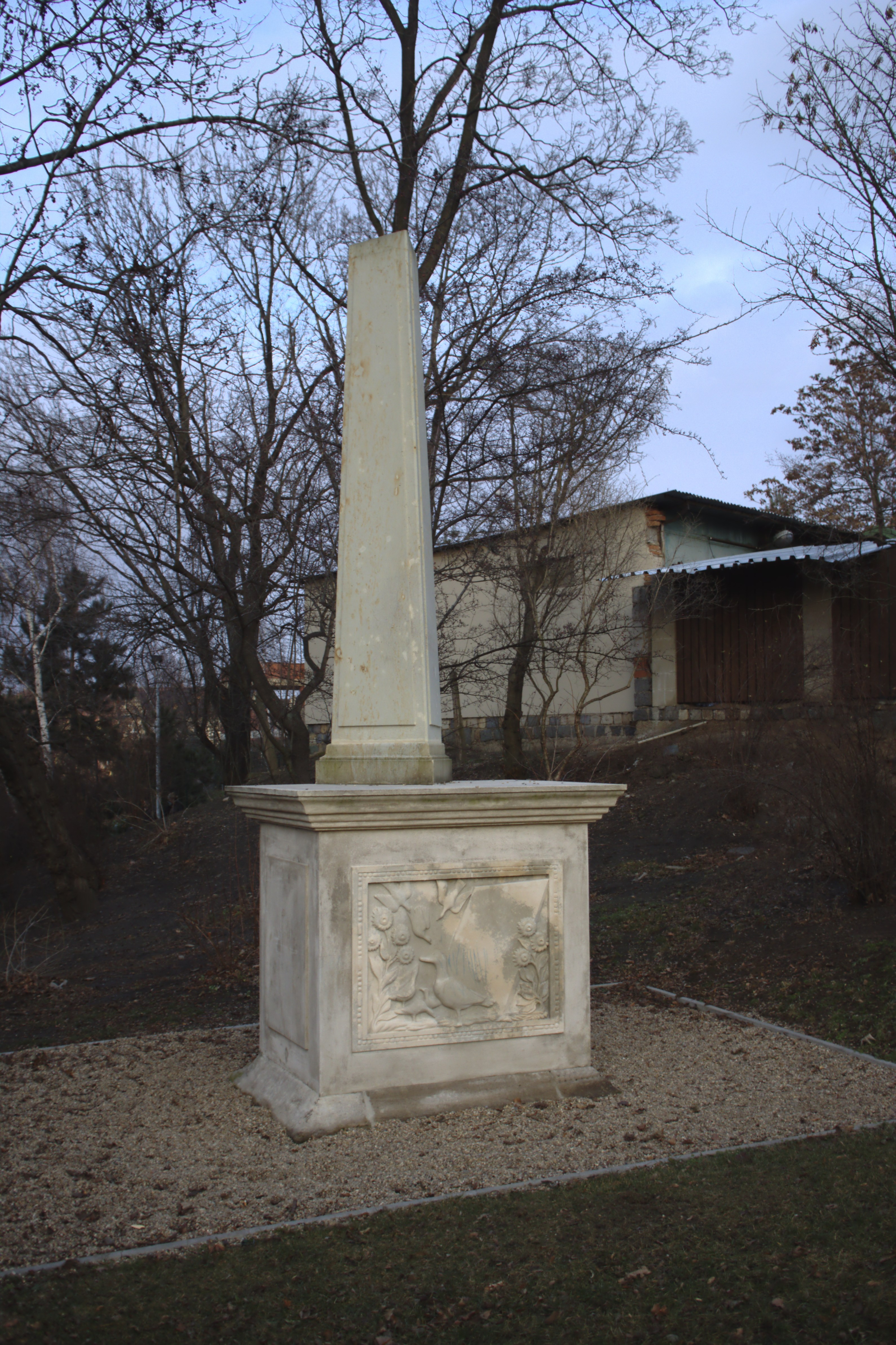
Monument obélisque en hommage à la comtesse Brigitte Canal-Malabail (1810)